# 促銷活動

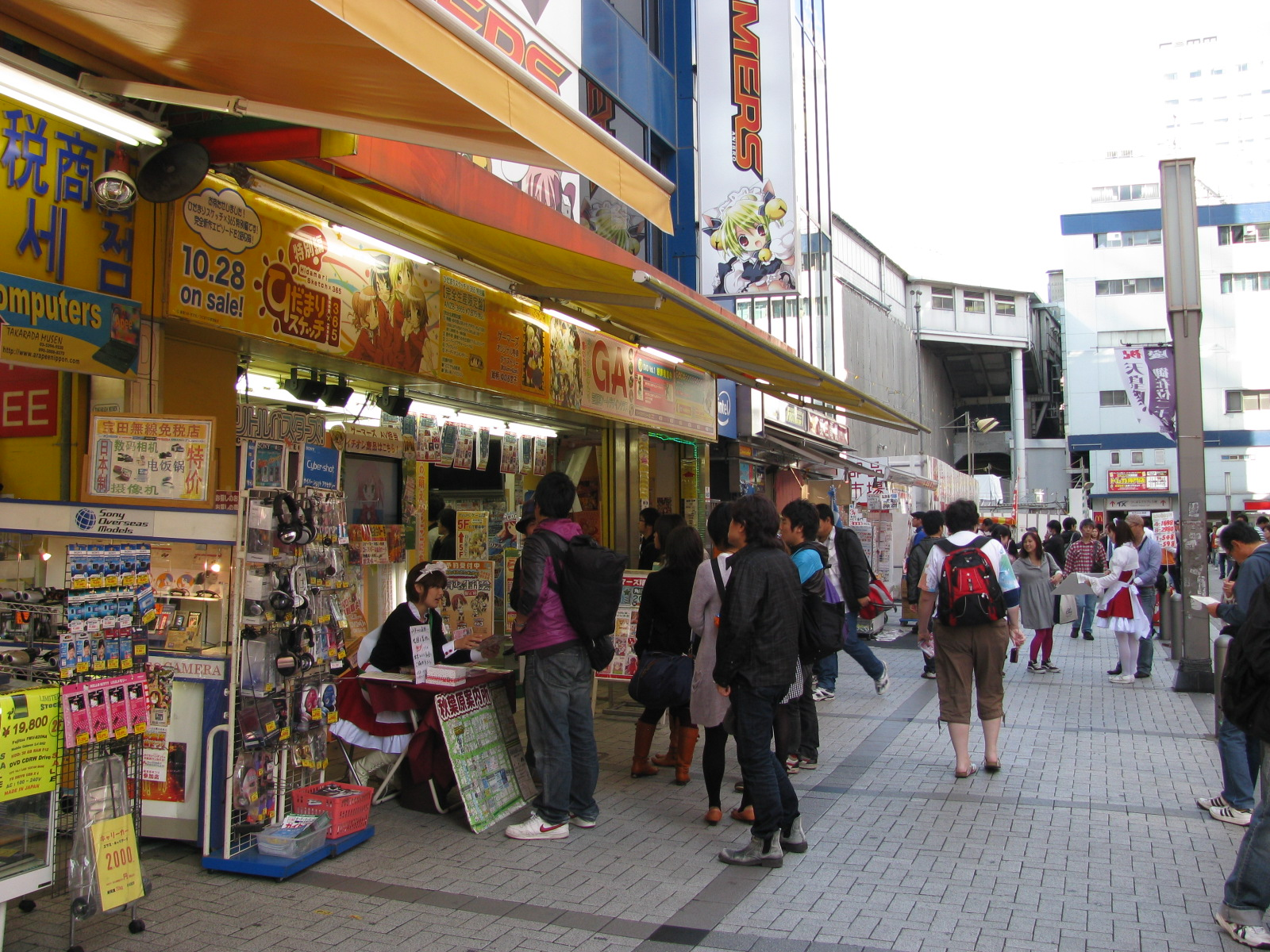
日本街頭促銷活動

促銷（Sales Promotion）是指對同業或消費者提供短程激勵，以誘使購買某種特定商品的活動。而今促銷日益受到企業重視的原因在於：短期獲利的壓力、衡量預算以及市場的改變。
廣告與促銷活動的區分：
- 廣告是提供消費者一種產品，並附帶購買的理由。
- 促銷活動是提供產品，並附帶購買的激勵。

## 常見促銷手法
- 減價
- 獎勵忠誠度計畫
- 優惠裝
- 優惠券
- 收銀台附近的貨架
- 試食
- 最後今天

## 相關資訊
- 行銷學
- 廣告學
- 促銷女郎